# Michael Connelly
Michael Connelly, född 21 juli 1956 i Philadelphia, Pennsylvania, är en amerikansk författare och journalist.
Connelly är mest känd för sina deckare om karaktären Hieronymus "Harry" Bosch, en Los Angeles-polis som även arbetar som privatdetektiv. Flera av hans böcker finns översatta till svenska. Connelly har även skrivit manus till TV-serien Level 9 2000. Hans debutroman Svart eko belönades med Edgarpriset som bästa debutdeckare 1992. Romanen Blodspår, som erhållit flera utmärkelser, filmatiserades 2002 med Clint Eastwood som både regissör och huvudrollsinnehavare.
Romanen The Lincoln Lawyer (I lagens limo) filmatiserades 2011 med Matthew McConaughey i huvudrollen som den skrupelfria försvarsadvokaten Mickey Haller.
Connelly utbildade sig till journalist vid University of Florida. Han bor i Florida med sin fru och dotter.

## Återkommande karaktärer
- Hieronymus "Harry" Bosch – kriminalpolis vid Los Angeles Police Department (LAPD)
- Michael "Mickey" Haller – försvarsadvokat och Boschs halvbror
- Terrell "Terry" McCaleb – före detta FBI-agent
- Jack McEvoy – kriminalreporter, bror till en av "Poetens" offer
- Rachel Walling – FBI-agent
- Cassidy "Cassie" Black – inbrottstjuv och före detta fängelsekund
- Henry Pierce – kemiforskare och entreprenör
- Renée Ballard – kriminalpolis vid LAPD

### Romaner
| År   | Sv. år | Svensk titel           | Översättare       | Originaltitel              | Huvudperson                         |
| ---- | ------ | ---------------------- | ----------------- | -------------------------- | ----------------------------------- |
| 1992 | 1999   | Svart eko              | Eva Larsson       | The Black Echo             | Harry Bosch (1)                     |
| 1993 | 2000   | Svart is               | Eva Larsson       | The Black Ice              | Harry Bosch (2)                     |
| 1994 | 2000   | Dockmakaren            | Eva Larsson       | The Concrete Blonde        | Harry Bosch (3)                     |
| 1995 | 2001   | Den sista prärievargen | Eva Larsson       | The Last Coyote            | Harry Bosch (4)                     |
| 1996 | 1998   | Poeten                 | David Nessle      | The Poet                   | Jack McEvoy (1)                     |
| 1997 | 2001   | Återkomsten            | Eva Larsson       | Trunk Music                | Harry Bosch (5)                     |
| 1998 | 1998   | Blodspår               | Eva Larsson       | Blood Work                 | Terry McCaleb (1)                   |
| 1999 | 2002   | Fallen ängel           | Eva Larsson       | Angels Flight              | Harry Bosch (6)                     |
| 2000 | 2003   | Månskugga              | Eva Larsson       | Void Moon                  | Cassie Black (1)                    |
| 2001 | 2003   | Mörkare än natten      | Eva Larsson       | A Darkness More Than Night | Terry McCaleb (2), Harry Bosch (7)  |
| 2002 | 2004   | Dödens stad            | Eva Larsson       | City of Bones              | Harry Bosch (8)                     |
| 2002 | 2004   | Framgångens pris       | Eva Larsson       | Chasing the Dime           | Henry Pierce                        |
| 2003 | 2004   | Skuggspel              | Eva Larsson       | Lost Light                 | Harry Bosch (9)                     |
| 2004 | 2005   | Fällan                 | Eva Larsson       | The Narrows                | Harry Bosch (10)                    |
| 2005 | 2006   | Fallet avslutat        | Eva Larsson       | The Closers                | Harry Bosch (11)                    |
| 2005 | 2007   | I lagens limo          | Eva Larsson       | The Lincoln Lawyer         | Mickey Haller (1)                   |
| 2006 | 2008   | Räven                  | Eva Larsson       | Echo Park                  | Harry Bosch (12)                    |
| 2007 | 2009   | Hotet                  | Patrik Hammarsten | The Overlook               | Harry Bosch (13)                    |
| 2008 | 2010   | Gatans lag             | Eva Larsson       | The Brass Verdict          | Mickey Haller (2)                   |
| 2009 | 2011   | Fågelskrämman          | Eva Larsson       | The Scarecrow              | Jack McEvoy (2)                     |
| 2009 | 2011   | Nio drakar             | Eva Larsson       | 9 Dragons                  | Harry Bosch (14)                    |
| 2010 | 2012   | Prövningen             | Patrik Hammarsten | The Reversal               | Mickey Haller (3)                   |
| 2011 | 2012   | Det femte vittnet      | Patrik Hammarsten | The Fifth Witness          | Mickey Haller (4)                   |
| 2011 | 2013   | Fallet                 | Eva Larsson       | The Drop                   | Harry Bosch (15)                    |
| 2012 | 2013   | Svarta lådan           | Eva Larsson       | The Black Box              | Harry Bosch (16)                    |
| 2013 | 2014   | Skuldens gudar         | Patrik Hammarsten | The Gods of Guilt          | Mickey Haller (5)                   |
| 2014 | 2015   | Det brinnande rummet   | Patrik Hammarsten | The Burning Room           | Harry Bosch (17)                    |
| 2015 | 2016   | Övergången             | Patrik Hammarsten | The Crossing               | Harry Bosch (18)                    |
| 2016 | 2017   | Inte ett farväl        | Patrik Hammarsten | The Wrong Side of Goodbye  | Harry Bosch (19)                    |
| 2017 | 2018   | Nattskiftet            | Patrik Hammarsten | The Late Show              | Renée Ballard (1)                   |
| 2017 | 2018   | Två sorters sanning    | Patrik Hammarsten | Two Kinds of Truth         | Harry Bosch (20)                    |
| 2018 | 2019   | Mörk och helig natt    | Patrik Hammarsten | Dark Sacred Night          | Renée Ballard (2), Harry Bosch (21) |
| 2019 | 2020   | En eld i natten        | Patrik Hammarsten | The Night Fire             | Renée Ballard (3), Harry Bosch (22) |
| 2020 | 2020   | På dödligt spår        | Patrik Hammarsten | Fair Warning               | Jack McEvoy (3)                     |
| 2020 | 2021   | Oskuldens lag          | Patrik Hammarsten | The Law of Innocence       | Mickey Haller (6)                   |
| 2021 | 2022   | Mörkare än midnatt     | Patrik Hammarsten | The Dark Hours             | Renée Ballard (4), Harry Bosch (23) |
| 2022 | 2023   | Ökenstjärna            | Patrik Hammarsten | Desert Star                | Renée Ballard (5), Harry Bosch (24) |
| 2023 | 2024   | Vägen till frihet      | Patrik Hammarsten | Resurrection Walk          | Mickey Haller (7)                   |
| 2024 | 2025   | Bida sin tid           | Patrik Hammarsten | The Waiting                | Renée Ballard (6), Maddie Bosch (1) |

### Övriga böcker i urval
| År   | Sv. år | Svensk titel  | Originaltitel | Kommentar    |
| ---- | ------ | ------------- | ------------- | ------------ |
| 2005 | 2007   | Brottets bana | Crime Beat    | Reportagebok |